# Leptoneta
Leptoneta is een geslacht van spinnen uit de  familie van de Leptonetidae.

## Soorten
- Leptoneta abeillei Simon, 1882
- Leptoneta alpica Simon, 1882
- Leptoneta anocellata Chen, Zhang & Song, 1986
- Leptoneta arquata Song & Kim, 1991
- Leptoneta berlandi Machado & Ribera, 1986
- Leptoneta brunnea Gertsch, 1974
- Leptoneta cavalairensis Dresco, 1987
- Leptoneta changlini Zhu & Tso, 2002
- Leptoneta ciaisensis Dresco, 1987
- Leptoneta comasi Ribera, 1978
- Leptoneta condei Dresco, 1987
- Leptoneta conimbricensis Machado & Ribera, 1986
- Leptoneta convexa Simon, 1872
  - Leptoneta convexa aulotensis Dresco, 1990
- Leptoneta coreana Paik & Namkung, 1969
- Leptoneta cornea Tong & Li, 2008
- Leptoneta corsica Fage, 1943
- Leptoneta crypticola Simon, 1907
  - Leptoneta crypticola franciscoloi Caporiacco, 1950
  - Leptoneta crypticola simplex Fage, 1913
- Leptoneta exilocula Tong & Li, 2008
- Leptoneta fagei Simon, 1914
- Leptoneta falcata Chen, Gao & Zhu, 2000
- Leptoneta foliiformis Tong & Li, 2008
- Leptoneta fouresi Dresco, 1979
- Leptoneta handeulgulensis Namkung, 2002
- Leptoneta hangzhouensis Chen, Shen & Gao, 1984
- Leptoneta hogyegulensis Paik & Namkung, 1969
- Leptoneta hongdoensis Paik, 1980
- Leptoneta huanglongensis Chen, Zhang & Song, 1982
- Leptoneta huisunica Zhu & Tso, 2002
- Leptoneta hwanseonensis Namkung, 1987
- Leptoneta infuscata Simon, 1872
  - Leptoneta infuscata ovetana Machado, 1939
- Leptoneta insularis Roewer, 1953
- Leptoneta jangsanensis Seo, 1989
- Leptoneta jeanneli Simon, 1907
- Leptoneta kernensis Simon, 1910
- Leptoneta lantosquensis Dresco, 1987
- Leptoneta leucophthalma Simon, 1907
- Leptoneta lingqiensis Chen, Shen & Gao, 1984
- Leptoneta maculosa Song & Xu, 1986
- Leptoneta manca Fage, 1913
- Leptoneta miaoshiensis Chen & Zhang, 1993
- Leptoneta microdonta Xu & Song, 1983
- Leptoneta microphthalma Simon, 1872
- Leptoneta monodactyla Yin, Wang & Wang, 1984
- Leptoneta namhensis Paik & Seo, 1982
- Leptoneta nigrabdomina Zhu & Tso, 2002
- Leptoneta olivacea Simon, 1882
- Leptoneta paikmyeonggulensis Paik & Seo, 1984
- Leptoneta paroculus Simon, 1907
- Leptoneta patrizii Roewer, 1953
- Leptoneta proserpina Simon, 1907
- Leptoneta sandra Gertsch, 1974
- Leptoneta secula Namkung, 1987
- Leptoneta serbariuana Roewer, 1953
- Leptoneta setulifera Tong & Li, 2008
- Leptoneta simboggulensis Paik, 1971
- Leptoneta soryongensis Paik & Namkung, 1969
- Leptoneta spinipalpus Kim, Lee & Namkung, 2004
- Leptoneta taeguensis Paik, 1985
- Leptoneta taiwanensis Zhu & Tso, 2002
- Leptoneta taizhensis Chen & Zhang, 1993
- Leptoneta taramellii Roewer, 1956
- Leptoneta tianzinensis Tong & Li, 2008
- Leptoneta trabucensis Simon, 1907
- Leptoneta trispinosa Yin, Wang & Wang, 1984
- Leptoneta tunxiensis Song & Xu, 1986
- Leptoneta unispinosa Yin, Wang & Wang, 1984
- Leptoneta vittata Fage, 1913
- Leptoneta waheulgulensis Namkung, 1991
- Leptoneta wangae Tong & Li, 2008
- Leptoneta xui Chen, Gao & Zhu, 2000
- Leptoneta yebongsanensis Kim, Lee & Namkung, 2004
- Leptoneta yongdamgulensis Paik & Namkung, 1969
- Leptoneta yongyeonensis Seo, 1989